# Pasieka (przystanek kolejowy na Białorusi)
Pasieka (biał. Пасека; ros. Пасека) – przystanek kolejowy w lasach, w rejonie starodoroskim, w obwodzie mińskim, na Białorusi. Położony jest na linii Osipowicze – Baranowicze.
Przystanek zlokalizowany jest wewnątrz dużego kompleksu leśnego i jest oddalony od skupisk ludzkich. Najbliższą miejscowością jest położony o 4,8 km od przystanku Sołon.

## Historia
Przed II wojną światową istniała stacja kolejowa Pasieka. Położona była ona kilka kilometrów na południowy zachód (w stronę Słucka) od współczesnej lokalizacji przystanku.